# José da Cruz Policarpo
José da Cruz Policarpo (26 de febrer de 1936, Alvorninha, Caldas da Rainha − 12 de març de 2014, Lisboa) fou un cardenal portuguès, patriarca de Lisboa sota el nom de Josep IV.

## Biografia
Fou ordenat sacerdot el 1961, i el 1968 es llicencià en teologia dogmàtica a la Pontifícia Universitat Gregoriana de Roma. Entre el 1970 i el 1997 fou rector del Seminari Major Cristo-Rei dos Olivais.
El 1978 fou nomenat bisbe auxiliar de Lisboa i bisbe titular de Caliabria. El 1997 fou nomenat patriarca coadjutor de Lisboa, i el 24 de març del 1998 succeí el seu predecessor, António Ribeior, en el patriarcat, càrrec en què prengué el nom de Josep IV.
El 21 de febrer del 2001 fou ascendit a cardenal pel papa Joan Pau II amb el títol de cardenal prevere de Sant'Antonio in Campo Marzio. Participà en els conclaves del 2005 en què fou escollit Benet XVI i en el del 2013, amb el Papa Francesc.